# Malapterurus
Malapterurus é um gênero de peixes da família Malapteruridae popularmente chamados de peixe-gato-elétrico.
Existem atualmente 18 espécies atribuídas a este gênero:
- Malapterurus barbarus
- Malapterurus beninensis
- Malapterurus cavalliensis
- Malapterurus electricus
- Malapterurus leonensis
- Malapterurus melanochir
- Malapterurus microstomus
- Malapterurus minjiriya
- Malapterurus monsenbeensis
- Malapterurus occidentalis
- Malapterurus oguensis
- Malapterurus punctatus
- Malapterurus shirensis
- Malapterurus stiassnyae
- Malapterurus tanganyikaensis
- Malapterurus tanoensis
- Malapterurus teugelsi
- Malapterurus thysi